# Droga do Hong Kongu
Droga do Hong Kongu (ang. The Road to Hong Kong) – brytyjski film komediowy z 1962 roku w reżyserii Normana Panamy, z udziałem Binga Crosby’ego, Boba Hope’a i Joan Collins. Jest to ostatni film z serii Droga do ... i jedyny, który nie został wyprodukowany przez Paramount Pictures.

## Obsada
- Bing Crosby jako Harry Turner
- Bob Hope jako Chester Babcock
- Joan Collins jako Diane
- Robert Morley jako Przywódca „Trzeciej Siły”
- Peter Sellers jako indyjski lekarz
- Walter Gotell jako doktor Zorbb
- Alan Gifford jako amerykański urzędnik
- Roger Delgado jako Jhinnah
- Sir Felix Aylmer jako Grand Lama
- Robert Ayres jako amerykański urzędnik
- Dorothy Lamour jako ona sama

i inni